# Закон Барлоу
Зако́н Барло́у — помилковий фізичний закон, запропонований Пітером Барлоу у 1824 році для опису здатності провідників проводити електричний струм. Згідно з цим законом, у сучасній термінології електропровідність провідника змінюється обернено пропорційно до квадратного кореня з його довжини і прямо пропорційна до квадратного кореня з площі поперечного його перерізу:
{\displaystyle G=k{\sqrt {\frac {A}{L}}},}
де G — провідність, L — довжина провідника, A — площа поперечного перерізу провідника, і k — константа, що характеризує матеріал провідника. Барлоу сформулював свій закон у вираженні через діаметр d провідника круглого перерізу.  Так як площа A є пропорційною до квадрата діаметра d запис закону набуде виду {\displaystyle G\propto {\frac {d}{\sqrt {L}}}}.
У 1827 році Георг Ом запропонував інший закон і показав, що електричний опір провідника залежить прямо пропорційно від довжини і обернено пропорційно від величини площі поперечного перерізу. Експерименти врешті-решт довели правоту закону Ома і хибність закону Барлоу.

## Цікаві факти
- Барлоу проводив свої експерименти з метою визначення здійснимості проекту міжміського телеграфу і вважав, що він нездійсненний.[1]
- Публікація закону Барлоу зупинила дослідження в телеграфії на декілька років, аж поки у 1831 році Джозеф Генрі і Філіп Тен-Ейк не створили електричне коло з довжиною провідника 1060 футів підключенням джерела електричного струму до електромагнітної котушки[3].